# Bangalaia vittata
Bangalaia vittata är en skalbaggsart som beskrevs av Jordan 1903. Bangalaia vittata ingår i släktet Bangalaia och familjen långhorningar.
Artens utbredningsområde är Gabon. Inga underarter finns listade.